# Polonia ai XIV Giochi olimpici invernali
La Polonia partecipò ai XIV Giochi olimpici invernali, svoltisi a Sarajevo, Jugoslavia, dall'8 al 19 febbraio 1984, con una delegazione di 30 atleti impegnati in sei discipline.